# Joely Fisher
Joely Fisher, född 29 oktober 1967 i Burbank, Kalifornien, är en amerikansk skådespelare. Hon är bland annat känd för sin medverkan i TV-serierna Ellen och I nöd och lust. Joely Fisher spelade Lynettes chef i Desperate Housewives.